# Dénes György (színművész)

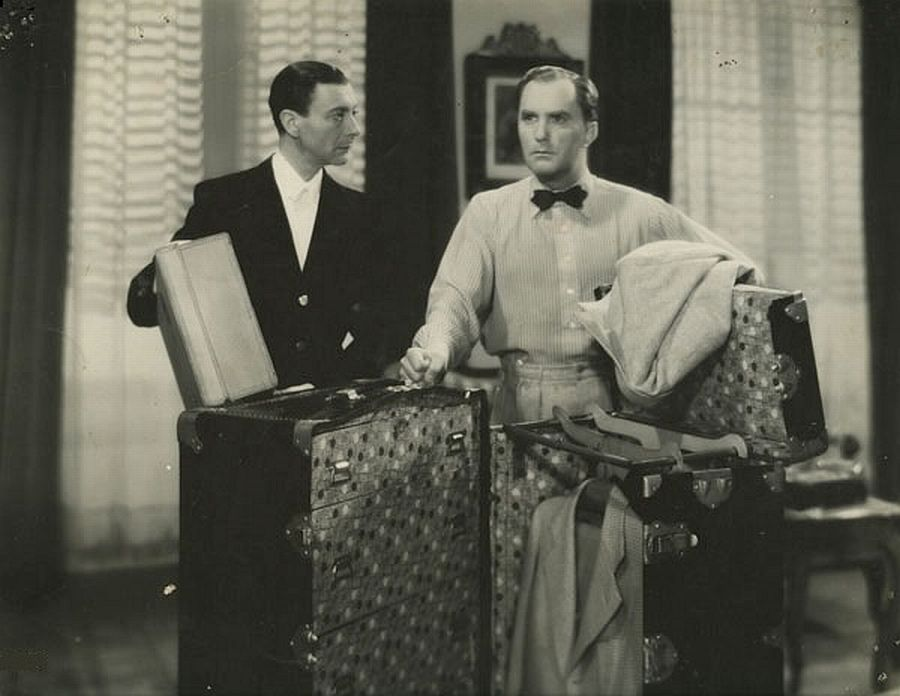
Dénes György (balra) és Uray Tivadar a Segítség, örököltem! című filmben (1937)

Dénes György (Budapest, 1898. július 2. – Budapest, 1962. április 14.) magyar színész, konferanszié, érdemes művész. Pethes Sándorral együtt alkották a Dénes–Pethes duót, s így igen nagy népszerűségre tettek szert.

## Élete
Dénes Manó műszerész és Cabialia Auguszta Mária tanítónő gyermekeként született 1898. július 2-án, Budapest VII. kerületében. Édesapja zsidó származású, míg édesanyja franciaországi születésű római katolikus vallású volt. Születésekor apja vallását kapta, de még kisgyermekkorában megkeresztelték. Az Angol-Magyar Bank tisztviselőjeként a levelezési osztályon dolgozott és csak mellékesen végezte el a színiiskolát. Ezzel egy időben zenei tanulmányokat is folytatott, a Nemzeti Zenede opera szakán mint Noszeda Károly növendéke baritonistának készült. Közben a Nemzeti Színház esti előadásain statisztált. Még akadémiára járt, amikor 1918-ban Vámos Hugó leszerződtette az akkor megnyíló Medgyaszay Színházhoz, ami az Erzsébet híd mellett volt, a későbbi Helikon mozi helyén. Itt játszotta első nagy szerepét Bajor Gizi oldalán a „Császár partra száll” című egyfelvonásos darabban.
1919-től a Medgyaszai, 1920-tól 1926-ig a Vígszínház tagja volt. 1926 és 1930 között a Magyar Színházban játszott, majd 1930 novemberében Max Reinhardt leszerződtette Bécsbe. 
1931-ben külföldön (Berlinben, Zürichben, Bázelben és Bernben) szerepelt. Még ugyanebben az évben Reinhardt hívására ismét Bécsbe szerződött, egy évadig tagja volt a bécsi Theater an der Josephstadtnak. 1932–33-ban a Pesti, 1935–36-ban a Kamara Színház tagja. 1936–37-ben a Royal Színházban játszott, majd visszatért a Vígszínházba, ahol egészen 1946-ig szerepelt. 1945–46-ban az Új- és a Belvárosi Színházban is fellépett, 1946 és 1949 között a Belvárosi Színház tagja volt, majd 1956-ig a Fővárosi Operettszínház, 1956–57-ben pedig a Vígszínház (akkori nevén Magyar Néphadsereg Színház) tagja.
1957-ben betegsége miatt visszavonult a színpadtól, majd 1962-ben meghalt.

## Fontosabb színházi szerepei
- Armond - Gerbidon: Őnagysága kimenője – Gaston
- Balázs Béla: Boszorkánytánc – Wernigerode
- Ben Jonson: Volpone – Mosca, Volpone kullancsa
- Bousquet - Falk: Párizsi kirakat – báró
- Bourdet: A gyönge nem – Carlos Pinto
- Fodor László: Társasjáték – Félix
- Molnár Ferenc: Játék a kastélyban – Ádám
- Rákosi I.: A bárónő levelei – Léczey Ernő
- Shaw: Az orvos dilemmája – a riporter, később Sir Ralph
- Shaw: Pygmalion – Harry Higgins
- Soulaine–Pujol–Yvain: Yes – Roger
- Szenes Béla: A csirkefogó – Podwinecz
- Ujházy György: A Beleznay asszonyok (Rádiójáték) – Fritz von Wittensperg
- Zuckmayer: Vetélytársak – Moore hadnagy

## Filmszerepei
- Tamás úrfi kalandjai (1918) – Tamás úrfi
- Pán (1920) -
- Végszó (1920) -
- Csak nővel ne! (1924) -
- Biller Irén mulat (1929) -
- Nevető Budapest (1930) -
- Budapesti hangos filmkabaré (1931) -
- A nagy szerelem (1932, osztrák film) -
- Iza néni (1933) -
- Mindent a nőért! (1934) -
- Helyet az öregeknek (1934) – Polgár Viktor
- Az iglói diákok (1934) – Szidon Ákos
- Szerelmi álmok (1935) – Usla kapitány
- Szent Péter esernyője (1935) – diák
- Az okos mama (1935) – Dr. Havas Ervin, bankár
- Nászút féláron (1936) – Ifj. Mayer
- Légy jó mindhalálig (1936) -
- Fizessen, nagysád! (1937) – Müller, egy malomtulajdonos fia
- 120-as tempó (1937) – elnöki titkár
- A férfi mind őrült (1937) – szállodai titkár
- Az ember néha téved (1937) - Kázméri
- Segítség, örököltem! (1937) - György, a komornyik
- Pillanatnyi pénzzavar (1938) - Keksz úr
- Rozmaring (1938) – báró Szabó Viktor
- Áll a bál (1939) – lengyel külügyi titkár
- A nőnek mindig sikerül (1939) – Pali
- Két lány az utcán (1939) – vőlegény
- A miniszter barátja (1939) - Takács Feri
- Igen, vagy nem? (1940) -
- A szerelem nem szégyen (1940) – Leó, a pincér
- Jöjjön elsején! (1940) -
- Fűszer és csemege (1940) – Aladár
- Egy csók és más semmi (1941) – Nadányi Ervin
- Elkésett levél (1941) – Péter, szerkesztő
- Fehér vonat (1943) -
- Makacs Kata (1943) – Zoltán, Kata vőlegénye
- Boldoggá teszlek (1944) – Szalay Viktor
- A tanítónő (1945) – főszolgabíró
- Hazugság nélkül (1945) – Pista
- Renee XIV (1946, magyar-osztrák-román film, befejezetlen) -
- Könnyű múzsa (1947, nem mutatták be) -
- Díszmagyar (1949) – Würstler
- Úri Muri (1949) -
- Dalolva szép az élet (1950) - az orgazda zongorista a tánciskolában
- Déryné (1951) – német karmester
- Gyarmat a föld alatt (1951) -
- Állami Áruház (1952) - eladó
- Föltámadott a tenger (1953 I-II. rész) -

## Könyvei
- Dénes György: Álom Manci
- Dénes György: Amikor zuhog az eső
- Dénes György: Árnyak

## Magyar Rádió
- Kemény Egon - Ignácz Rózsa - Soós László - Ambrózy Ágoston: „Hatvani diákjai” (1955) Rádiódaljáték 2 részben. Szereplők: Hatvani professzor – Bessenyei Ferenc, Kerekes Máté – Simándy József, női főszerepben: Petress Zsuzsa, további szereplők: Mezey Mária, Tompa Sándor, Sinkovits Imre, Zenthe Ferenc, Bende Zsolt, Horváth Tivadar, Kovács Károly, Hadics László, Gózon Gyula, Csákányi László, Czibljavcek császári biztos - Dénes György és mások. Zenei rendező: Ruitner Sándor. Rendező: Molnár Mihály és Szécsi Ferenc. A Magyar Rádió (64 tagú) Szimfonikus Zenekarát Lehel György vezényelte, közreműködött a Földényi-kórus 40 tagú férfikara. 2019 - Kemény Egon kétszeres Erkel Ferenc-díjas zeneszerző halálának 50. évfordulója esztendejében CD-újdonságként jelentek meg a  "Hatvani diákjai" és a  "Komáromi farsang" című daljátékai eredeti rádió-hangfelvételeinek (1955, 1957) digitalizált (2019) dupla-albumai.

## Diszkográfia
- Kemény Egon – Ignácz Rózsa – Soós László – Ambrózy Ágoston: Hatvani diákjai daljáték, CD dupla-album. Breaston & Lynch Média, 2019.